# Alcima dbari
Alcima dbari är en stekelart som beskrevs av Andrey Ivanovich Khalaim 2007. Alcima dbari ingår i släktet Alcima och familjen brokparasitsteklar. Inga underarter finns listade i Catalogue of Life.